# 20k
20k – pierwszy singel polskiego rapera Zeamsone z jego piątego albumu studyjnego, zatytułowanego ???. Singel został wydany 28 listopada 2022.
Nagranie otrzymało w Polsce status złotego singla, przekraczając liczbę 25 tysięcy sprzedanych kopii.

## Geneza utworu i historia wydania
Piosenka została napisana i skomponowana przez Pawła Świdnickiego, który również odpowiada za produkcję utworu.
Singel ukazał się w formacie digital download 28 listopada 2022 w Polsce wydaniem własnym w dystrybucji Universal Music Polska. Piosenka została umieszczona na piątym albumie studyjnym  Zeamsone – ???.

## Teledysk
Do utworu powstał teledysk w reżyserii samego rapera, który udostępniono 29 listopada 2022 za pośrednictwem serwisu YouTube.

## Lista utworów
- Digital download[2]

1. „20k” – 2:46

## Certyfikaty
| Kraj          | Certyfikat  | Sprzedaż |
| ------------- | ----------- | -------- |
| Polska (ZPAV) | złota płyta | 25 000+  |